# Homopus femoralis
Homopus femoralis là một loài rùa trong họ Testudinidae. Loài này được Boulenger mô tả khoa học đầu tiên năm 1888.

## Hình ảnh

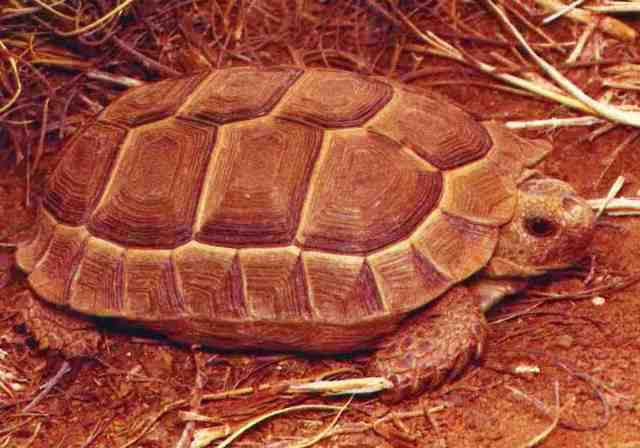
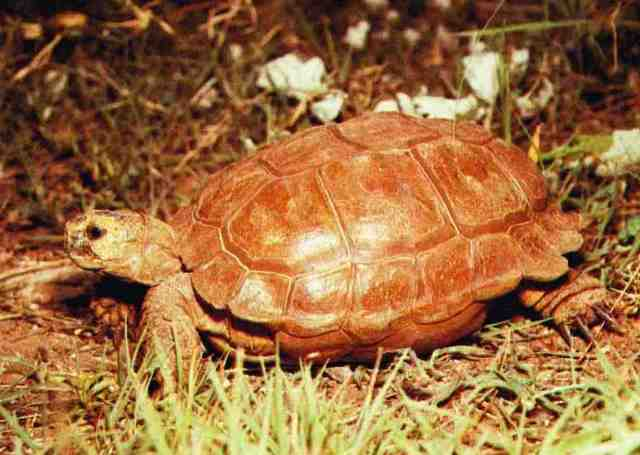